# جوردين هويتيما
جوردين هويتيما (مواليد 8 مايو 2001) هي لاعبة كرة قدم كندية تلعب في مركز الهجوم في نادي سياتل رين الأمريكي والمنتخب الوطني الكندي.

## روابط خارجية
- جوردين هويتيما على موقع الاتحاد الدولي (مؤرشف)  (الإنجليزية)
- جوردين هويتيما على موقع الاتحاد الأوربي (الإنجليزية)
- جوردين هويتيما على موقع إي إس بي إن إف سي (الإنجليزية)
- جوردين هويتيما على موقع قاعدة بيانات كرة القدم.إي يو (الإنجليزية)
- جوردين هويتيما على موقع ليكيب (الفرنسية)
- جوردين هويتيما على موقع Soccerway.com (الإنجليزية)
- جوردين هويتيما على موقع عالم كرة القدم.نت (الإنجليزية)
- جوردين هويتيما على موقع اللجنة الأولمبية الدولية (الإنجليزية)
- جوردين هويتيما على موقع أوليمبيديا (الإنجليزية)
- جوردين هويتيما على موقع اللجنة الأولمبية الكندية (الإنجليزية)